# Marcel Boumon
Marcel Boumon (* 25. September 1919 in Sint-Antelinks (Provinz Ostflandern); † 28. November 1998 in Aalst) war ein belgischer Radrennfahrer und nationaler Meister im Radsport.

## Sportliche Laufbahn
Boumon gewann die belgische Meisterschaft im Straßenrennen der Amateure 1942.
1943 wurde er Berufsfahrer und blieb bis 1954 aktiv. Seinen ersten Vertrag als Profi erhielt im Radsportteam Thompson.
Er gewann eine Vielzahl kleinerer belgischer Rennen. Sein bedeutendster Sieg war der im Eintagesrennen um den Grand Prix Victor Standaert 1951.